# Bento Gonçalves
Bento Gonçalves – miasto w południowej Brazylii, w stanie Rio Grande do Sul. Drugi pod względem produkcji win region Brazylii i pierwszy pod względem jakości. Założone w 1870 roku i zasiedlone przez włoskich imigrantów.

## Historia
W 1875 roku pierwsi włoscy emigranci przybywają na tereny dzisiejszego Bento Gonçalves i osiadają na terenach Colônia Dona Isabel. Kolonia ta została założona w roku 1870, wcześniej zaś znajdował się tam Região da Cruzinha (region Mały Krzyż), noszący tę nazwę ze względu zbudowany tam krzyż.
24 grudnia 1875 po przybyciu włoskich emigrantów prezydent stanu Rio Grande do Sul José Antonio de Azevedo Castro przyznał im ziemię. Populacja osady liczyła wtedy 790 mieszkańców z czego 729 osób to Włosi.
Osada rozwijała się bardzo szybko. W ciągu 5 lat populacja zwiększyła się o 4 tysiące mieszkańców. W roku 1877 kolonia posiadała już około 40 budynków o znaczeniu ekonomicznym, w tym 2 piekarnie i fabrykę kapeluszy. W 1881 roku zbudowano pierwszą linię kolejową która łączy Colônia Dona Isabel i São Jorge de Montenegro.
11 października 1890 roku kolonia oddzieliła się od miasteczka Montenegro i uzyskała prawa miejskie, przy okazji zmieniając nazwę na Bento Gonçalves, na cześć generała Bento Gonçalves da Silva, który w był przywódcą rewolucji Farroupilha, mającej miejsce w Rio Grande do Sul w roku 1835.

## Gospodarka
Bento Gonçalves jest 10 największym ekonomicznym centrum stanu Rio Grande do Sul z PKB $ 2.015.000.000,00 i PKB na osobę $ 21.336,00. Miasto jest największym producentem wina w Brazylii i największym producentem mebli w stanie. Poziom życia w mieście znajduje się na 1. miejscu ze względu na Wskaźnik Rozwoju Społecznego w stanie, a na 6. w Brazylii.
Produkcja mebli skupia 8% tego przemysłu w Brazylii i 40% w Rio Grande so Sul. Zarejestrowanych jest tu 335 firm zajmujących się produkcją mebli, zatrudniając pośrednio i bezpośrednio 10000 ludzi.
Produkcja winogron, z 36 winnicami jest 3. sektorem ekonomii w regionie. Każdego roku produkuje ponad 127 tys. ton winogron, co przekłada się na 91 milionów litrów wina. Bento Gonçalves jest również pierwszym regionem w Brazylii który uzyskał certyfikat jakości i który jest uznawany na całym świecie.

## Sport
W mieście ma siedzibę klub piłkarski Esportivo Bento Gonçalves.

## Atrakcje turystyczne
- Pipa-pórtico – monument w kształcie beczki, stojący u progu miasta o wysokości 17,35 m, mówiący, że Bento Gonçalves to winna stolica kraju.

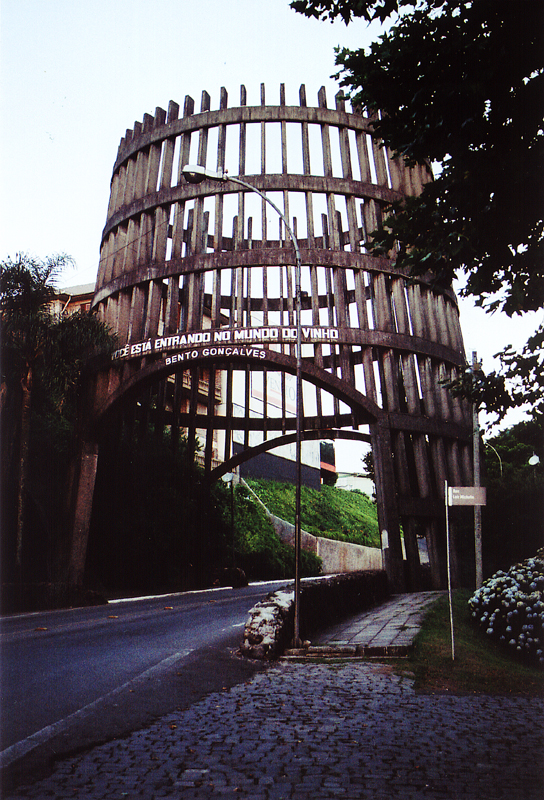
Pipa-pórtico

- Vale dos Vinhedos (winna dolina) – dolina ciągnąca się pomiędzy Bento Gonçalves, Garibaldi i Monte Belo do Sul. Wina z tego regionu zdobyły wiele międzynarodowych nagród i cieszą się dużym uznaniem. Główną atrakcja w ciągu wakacji jest degustacja winogron i możliwość obserwacji produkcji win.
- Maria Fumaça – jest to 23 kilometrowa przejażdżka kolejką, połączoną z degustacją win i szampana oraz pokazem ludowego włoskiego tańca (tarantela). Inauguracyjny przejazd miał miejsce w 1919 roku. Kolejka kursuje w środy i soboty, dwa razy dziennie o 9 rano i 14 po południu ze stacji Bento Gonçalves do Carlos Barbosa przez Garibaldi.
- Caminhos de Pedra (kamienna ścieżka) – skansen w którym można zobaczyć jak mieszkali pierwsi włoscy emigranci. Znajduje się tam między innymi młyn, tawerna, chata kowala i wiele innych budynków.
- Salto ventoso – wodospad położony w dystrykcie Nova Sardenha, wysoki na 54 metry.
- Fenavinho – święto miasta Bento Gonçalves organizowane od roku 1967 związane z winnymi tradycjami Włoskich emigrantów.
- Ponte do Rio das Antas – most nad rzeką Tapirów, pomiędzy Bento Gonçalves i Veranópolis. Most posiada największe na świecie równoległe łuki.
- Rafting – dla lubiących przygody jest przygotowany 12 km spływ rzeką Tapirów.
- Museu Histórico Casa do Imigrante – muzeum włoskich emigrantów
- Igreja Săo Bento – kościół świętego Benedykta